# لکسوس آرسی
لکسوس آرسی (انگلیسی: Lexus RC) یک خودروی شرکتی کامپکت کوپه است که توسط لکسوس، بخش خودروهای لوکس تویوتا ساخته شده‌است. به گفته لکسوس آرسی که مخفف «کوپه رادیکال (به انگلیسی: Radical Coupe)» است، نسخه‌ای کوپه دو در از لکسوس آی‌اس است. آرسی به‌عنوان سری‌های ایکس‌سی۱۰ طراحی شده‌است. ظاهر طراحی شده آرسی از طرح مفهومی ال‌ف-سی‌سی گرفته شده که از سال ۲۰۱۰ تا اوایل ۲۰۱۲ به عنوان طرح پیشنهادی توسط پانسو کوون طراحی شده‌است.